# Rodolfo Mattiozzi
Rodolfo Mattiozzi (Florence, 19 november 1832 – aldaar, 14 juni 1875) was een Italiaans componist en dirigent.

## Levensloop
Van deze componist is niet veel bekend, alhoewel hij een zeer productieve componist was. In zijn muzikale carrière was hij ook dirigent van verschillende harmonieorkesten in de regio. Hij bewerkte delen uit de opera Gli Orazi e Curiazi van Giuseppe Saverio Raffaele Mercadante voor harmonieorkest.

## Composities

### Werken voor harmonieorkest
- 1850 Montebello, marcia
- 1859 Gran marcia trionfale Magenta ook bekend als Gran Marcha[2]
- 1859 Napoleone 3., marcia guerriera
- 1860 La festa de' fiori, polka brillante
- 1860 Marcia popolare
- 1860 Vittorio Emanuele, marcia
- 1863 Fanti, marcia militare
- 1865 La Caccia, polka
- 1870 Marce a banda
  1. Elisabetta : marcia a quattro tempi
  2. Ricasoli : marcia a due tempi
- 1871 Al popolo romano, marcia trionfale
- Canto marziale - dei soldati italiani, voor mannenkoor en harmonieorkest - tekst: Giuseppe Pieri
- Flora, marcia
- La Battaglia di Magenta, Fantasia musicale voor gemengd koor en harmonieorkest
- Oro non compra amore, wals

### Vocale muziek

#### Cantates
- ca.1859 L'alleanza italo-franza, cantate in zeven scènes - première: 3 juli 1859 in het Palazzo Vecchio in Florence

#### Werken voor koor
- 1859 Preghiera degli italiani, voor gemengd koor en orkest - tekst: Carlo Bosi
- Canto marziale - dei soldati italiani, voor mannenkoor en piano - tekst: Giuseppe Pieri

#### Liederen
- ca.1850 Raggio di felicità, wals voor zangstem en piano
- 1850 Il Desio, polka voor zangstem en piano
- 1860 Godiamo, polka voor zangstem en piano
- 1860 La Camicia rossa, marcia-polka voor zangstem en piano
- 1865 Castelli in Aria; Album da Ballo, voor zangstem en piano
- 1868 Sans vous, voor zangstem en piano - tekst: Georges Pradel
- 1869 La demoiselle, mélodie aérienne voor zangstem en piano - tekst: Raoul Lafagette
- 1869 Valse joyeuse, voor sopraan (of tenor) en piano - tekst: Georges Pradel
- 1869 Valse poétique, voor zangstem en piano - tekst: Victor Vernhes
- 1870 L'Oriolo, canzonetta voor zangstem en piano
- 1871 La Rose des bois, voor zangstem en piano
- 1871 Mariannì, canzone popolare napolitana voor zangstem en piano
- Aldora la Spagnuola, bolero voor zangstem en piano - tekst: Henri Rey
- Britannia, wals voor zangstem en piano - tekst: Salvatore Farina
- Canto marziale dei soldati Italiani, voor sopraan en piano
- Canzone d'aprile, voor zangstem en piano - tekst: Jules Barbier
- Inno di guerra, voor sopraan en piano
- La danza d'amore, Valse brillante voor contra-alt en piano - tekst: Marco Marcelliano Marcello
- La pipa, frottola voor zangstem en piano - tekst: Marco Marcelliano Marcello
- Liebesreigen wals voor zangstem en piano - tekst: Ferdinand Gumbert
- Spring flowers, voor sopraan en orkest - tekst: Mary Carson

### Kamermuziek
- 1859 Valzer nello stile facile, voor dwarsfluit en piano
- 1859 La Voluttà, polka mazurka voor dwarsfluit en piano

### Werken voor piano
- 1850 Ballabile finale del ballo "La liberazione di Lisbona"
- 1850 Dagli una latta, polka
- 1850 Il sogno d'un alchimista
- 1850 Isolina, polka
- 1850 Montebello, marcia
- 1859 Album carnevalesco per l'anno 1859. Un saluto a Firenze, wals
- 1859 Follia, polka
- 1859 Gran marcia trionfale Magenta
- 1859 Napoleone 3., marcia guerriera
- 1860 Il Vapore, Gran Divertimento
- 1860 Natalina, polka
- 1860 Un bacio d'addio, galop
- 1860 Vittorio Emanuele, marcia
- 1860 Viva il Ballo - Album Carnevalesco
  1. Il Campanello - polka
  2. Una Cara rimembranza - wals
  3. Le Carillon
  4. Charmante Chére - Mazurka
  5. Il Globo aereostatico - walzer
  6. Hulda - mazurka
- 1861 Ballabile-Walzer nel Ballo "Aci e Galatea"
- 1863 Da Torino a Roma, galop
- 1864 Mabille, polka mazurka
- 1864 Marta, polka
- 1864 Oro non compra amore, valse brillante
- 1864 Tabaccomania, polka
- 1865 Florence, wals
- 1865 Follie Carnevalesche - album di danze
  1. La Danza degli astri
  2. I débardeurs
  3. Le Gioje del carnevale - quadriglie
  4. Una Gita di piacere - galop
  5. Marcia - polka
- 1865 I débardeurs - album da ballo
- 1865 La Caccia, polka voor piano vierhandig
- 1867 La Danza d'amore, wals
- 1868 La Folie, caprice polka
- 1869 Air de Ballet
- 1869 Le désir
- 1871 Al popolo romano, marcia trionfale voor piano vierhandig
- 1871 Casse-cou, galop de concert
- 1871 Désirée, polka mazurka
- 1871 Il Rappello, polka
- 1871 Le Sylphe, polka mazurka
- 1874 La stella d'Italia, polka
- 1874 Una buffonata, mazurka
- 1875 Mazurka de Salon
- Emma, polka
- Fior di Maria, wals
- Friendship, mazurka
- Lisetta, polka-mazurka
- Mascarade, mazurka - opgedragen aan de Société carnavalesque de Florence
- Roma capitale - album di danze
- Telefono, wals
- Un saluto a Firenze, wals
- Venise, wals

### Werken voor mandoline
- La danza d'amore, voor drie mandolines (of mandoline en gitaar)
- La Voluttà, polka mazurka voor mandoline en piano
- Sara, polka voor mandoline en gitaar